# Kaasboerderij
Een kaasboerderij is een boerderij met melkvee (koeien of geiten) waar de melk op ambachtelijke wijze tot kaas wordt verwerkt.
Er zijn kaasboerderijen die zich als zodanig presenteren met educatieve en/of toeristische rondleidingen.